# Carl Johan Bruhn
Carl Johan Bruhn (født 12. juli 1904 på Frederiksberg, død 28. december 1941 ved Torpeskov, Haslev) var en dansk kaptajn og modstandsmand. Han døde under det første forsøg på nedkastning med faldskærm i Danmark af SOE-agenter.
Efter studentereksamen i 1923 kom Carl Johan Bruhn i købmandslære i Køge og senere forstelev på bl.a. Bregentved ved Haslev hvor han blev skovfoged. I 1929 – året efter afslutning af uddannelsen – rejste han til Malaya for at lede en gummiplantage. Han blev i 1932 gift med den skotskfødte læge Anne Connan og vendte sammen med hende tilbage til Danmark for at lede et savværk ved Vordingborg. I 1934 rejste parret til London og Bruhn begyndte at læse til læge. Da krigen kom, havde Bruhn afsluttet sin lægeuddannelse og blev knyttet til Special Operations Executive (SOE), hvor han hurtigt fik rang af kaptajn og blev leder af et hold med Mogens Hammer og Anders Lassen.
I 1941 begyndte den danske sektion i SOE at arbejde med planer om den første nedkastning af SOE-agenter i Danmark. Bruhn blev leder af den lille gruppe, der også bestod af Mogens Hammer. Carl Johan Bruhn deltog nært i planlægningen af denne operation Chilblain og det var formentlig årsagen til at nedkastningsstedet blev valgt nær Haslev, i et område som Bruhn kendte og kunne ventes at have gode kontakter.
Den 27. december 1941 løb operation af stablen og Bruhn og Hammer sendtes med et tomotores bombefly (af typen Whitley Mark V) ind over Danmark. For at maskere nedkastningen kastede flyet først fire 250 punds bomber mod Masnedøværket ved Storstrømsbroen. Bomberne anrettede ikke skade. Da man fik nedkastningsområdet Torpeskov øst for Haslev i sigte gik flyet ned i 150 meters højde og Bruhn og Hammer kastede sig ud af flyet. Ulykkeligvis åbnede Bruhns faldskærm sig ikke så han blev dræbt ved mødet med jorden. Hammer landede sikkert og fandt efter nogen søgen liget af Bruhn, men den radio Bruhn havde haft med kunne han ikke finde. Hammer fandt vej til København, men han måtte hurtigt trækkes ud af Danmark.
Carl Johan Bruhn ligger begravet på Solbjerg kirkegård. I den østlige udkant af Torpeskov er rejst en mindsten for Carl Johan Bruhn.